# لئا سیرک
لئا سیرک (به انگلیسی: Lea Sirk) (زاده ۱ سپتامبر ۱۹۸۹) خواننده، ترانه سرا اسلوونیایی است.
او در یوروویژن ۲۰۱۸ نماینده اسلوونی بود.